# Accident de train du Lualaba
L'accident de train du Lualaba est un déraillement de train survenu le 11 mars 2022 dans le village de Buyofwe, en république démocratique du Congo, tuant 61 personnes et en blessant 52 autres.

## Accident
Le 11 mars 2022, un train de marchandises exploité par la Société nationale des chemins de fer du Congo a quitté la ville de Kitenta en direction du village de Buyofwe. Le train transportait plusieurs centaines de passagers clandestins et comptait 10 à 15 wagons. À 23 h 50, heure locale, alors qu'il montait près du village de Buyofwe, le train a déraillé. Le déraillement a fait tomber sept des wagons du train dans un ravin, et a coûté la vie à 61 personnes et en a blessé 52 autres,,.